# Джейсон (острова)
Джейсон (англ. Jason Islands), также Себальдес (исп. Islas Sebaldes) — группа необитаемых островов в составе британской заморской территории Фолклендские острова в Атлантическом океане. Острова расположены к северо-востоку от острова Западный Фолкленд. Включает пять крупных островов: Стипл-Джейсон, Гранд-Джейсон, Элефант-Джейсон (Пан-де-Асукар), Флат-Джейсон и Саут-Джейсон. Наивысшая точка — 361 м над уровнем моря — на острове Гранд-Джейсон, 288 м на острове Саут-Джейсон и 207 м — на острове Элефант-Джейсон.

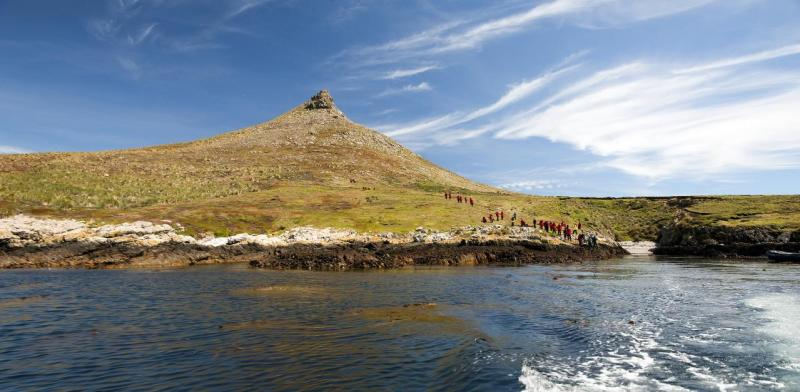
Остров Гранд-Джейсон

Острова являются ключевой орнитологической территорией. На островах гнездятся хохлатый пингвин (140 тысяч пар), субантарктический пингвин (12 тысяч пар) и другие птицы. Острова Стипл-Джейсон и Гранд-Джейсон входят в частный заповедник, принадлежащий американскому Обществу охраны природы. Другие острова входят в национальный государственный заповедник.

## История
Острова открыл и нанёс на карту капитан Себальд де Верт в 1600 году, который назвал их своим полным именем (нидерл. Sebald de Weert Eilanden). В 1766 году островам было дано название Джейсон.
С середины XIX века до 1968 года острова Стипл-Джейсон и Гранд-Джейсон использовались для выпаса овец и крупного рогатого скота, из-за чего сильно эродированы. В 1967—1971 гг. для выпаса овец использовался остров Элефант-Джейсон.
В марте 1970 года острова купил британский любитель птиц Лен Хилл (Leonard W. Hill), основатель зоопарка Birdland Park and Gardens в графстве Глостершир за 5,5 тысяч фунтов. С 1970 года выпускалась марка с изображением портрета Лена Хилла, фотографим островов Стипл-Джейсон и Гранд-Джейсон и субантарктических пингвинов. В конце 1970-х гг. Лен Хилл выпустил банкноты увеличенного размера и разных цветов, на которых были изображены: 50 пенсов (зелёный) — пингвин Гумбольдта; 1 фунт (фиолетовый) — очковый пингвин; 5 фунтов (красный) — хохлатый пингвин; 10 фунтов (синий) — субантарктический пингвин; и 20 фунтов (коричневый) — королевский пингвин. После смерти Лена Хилла, в 1990-х годах филантроп Майкл Стейнхардт купил острова Стипл-Джейсон и Гранд-Джейсон и пожертвовал их Бронксскому зоопарку вместе с 425 тысячами долларов США для строительства станции, носящей имя его и его жены. Исследовательская станция для мониторинга дикой природы была открыта в 2003 году.
Остров Саут-Джейсон пострадал из-за пожара. На остров Стипл-Джейсон были завезены мыши.